# Lâchez-moi le slip !
Lâchez-moi le slip ! est le huitième tome de la série de bande-dessinée Titeuf écrit et dessiné par Zep. Il est sorti en 2000.

## Liste des histoires
1. Va te faire manipuler
2. La mission intergalactique
3. Lâche-moi le pampers !
4. Le mystère du bonheur
5. Les voleuses de nichons
6. Touche pô à mes neurones
7. Chez le psy
8. Le bal des vampires
9. Mars Attack
10. La neige molle
11. La fièvre du Lundi matin
12. Pétoline
13. L'effet magique
14. Le ballon cosmique
15. Jimi Hendrix
16. Pépé, il est vachement fort
17. Zizie-la-terrible
18. La relève
19. Ma p'tite sœur-à-moi
20. Le pistolet désintégrateur
21. Le Scrabble de la mort
22. Cataclysman
23. Les vacances à la mer
24. Les vacances à la mer 2
25. Les vacances à la mer 3
26. Les vacances à la mer 4
27. Super gag
28. Challenger
29. Manu-la-toupie
30. Les risques du racket
31. Du chocolat pour un monde meilleur
32. No Futur
33. Papa est un lâcheur
34. Nadia
35. Le réseau atomique
36. Moi j'aime bien l'art
37. Place aux jeunes
38. Krok lunett
39. Techno-prout
40. La secte-à-la-nul
41. Mes parents redoublent
42. Gastronomie
43. La bombe glaviomique
44. La ferme pédagogique
45. Le soutif sauveur
46. La première fois

## Remarque
Le Gag Nadia est le seul (de toute la collection) qui a pour narrateur - en l'occurrence Nadia - un autre personnage que Titeuf.